# Regőczi István
Regőczi István (Látrány, 1915. október 5. – 2013. február 28.) katolikus pap, egyházi író.

## Élete
Molnár családban született, az Első világháború alatt teljesen elszegényedtek. 1918-ban két lánytestvére halt meg spanyolnáthában. A budapesti szegényházban nevelkedett 1926-ig, amikor egy belga kanonok vállalta, hogy testvérével együtt kiviszi Belgiumba, ahol tökéletesen megtanult flamandul. Két év múlva hazatért azzal a szándékkal, hogy papnak tanul, de nem volt pénze tandíjra. Ezért 1933-ban gyalog visszament Belgiumba. Itt végezte el az iskolát, majd Brugge-ben 1943. március 28-án pappá szentelték. Ekkor írta meg első könyvét, amelynek bevételéből házat vett szüleinek Budapesten. Hazatérésekor Pestszenterzsébeten árvaházat nyitott a hadiárvák részére. 1945-ben arra kérték, építsen Vácon templomot. Kieszközölte a honvédelmi miniszternél, hogy egy a háború miatt félbe hagyott laktanyát lebonthasson, és árvaházat építsen belőle. A második templom szintén flamandul írt könyve, az Én sasfiókáim bevételéből épült meg, belga segítséggel. 1947-től már több hatósági ember zaklatta közel háromszáz gyerek vallásos nevelése miatt. Két évvel később kihallgatták két munkatársát. Az ő tanúvallomásuk alapján kémkedés vádjával letartóztatták, a kistarcsai fogolytáborban ült 1953-ig. A vallomásokban annyi szerepel, hogy a Sasi Otthonban többször imádkoztak Mindszenty Józsefért, hallgatták az Amerika Magyar Hangja rádiót, többször felvonultak a város utcáin, és harcba hívó feliratokat festettek az Otthon falára. Az, hogy mindebből mennyi igaz és mit írtak bele a kihallgatók, ma már nem állapítható meg teljes bizonyossággal.
Az 1956-os forradalomban tevékenyen nem vett részt, utána viszont egy rövid brosúrát küldött ki Belgiumba Sasfiókák viharban címmel, a szabadságharcosok – köztük az ő tanítványai – emlékére. A kéziratot elkobozták, őt újra letartóztatták, végül miután a könyv megjelenéséről nem szereztek tudomást, elengedték. Megpróbálták ügynöknek beszervezni. A következő években káplán volt Máriabesnyőn, lelkész Aszódon, Nógrádverőcén, Szalkszentmártonban, Örkényben, de hívták misézni Domonyba, Domonyvölgybe, Őrhegyre, Szokolyára is. Közadakozásból hat templomot is épített, Máriabesnyőn hatvan árvát nevelt. Többször beidézték a rendőrségre, egyszer le is tartóztatták, de törvénysértés híján elengedték. 1968-ban végül kitiltották eddigi működési területéről. Válaszként 1969-ben megírta könyvét Nem hallgathatunk tovább címmel. Ennek egy példánya a rendőrség kezére jutott, s illegális sajtótevékenység vádjával húsz hónap börtönre ítélték, később a belga nagykövet és Agostino Casaroli érsek, pápai követ közbeavatkozására csak tizenhármat kellett letöltenie. Szabadulása után megvásárolta és felújította a magántulajdonban lévő kétszázötven éve romos Kútvölgyi Kápolnát és a mellette álló zarándokházat. Ma ez a Kútvölgyi Boldogasszony-kápolna vagy más néven a Magyarság engesztelő kápolnája. 1986-ban régi családi házát öregek otthonának rendezte be. 1992–2002 között a Váci fegyház lelkésze, 2000-től haláláig a Regnum Marianum elnöke volt.

## Emlékezete
- 2015-ben felavatták emléktábláját a Kútvölgyi Kápolna falán.
- 2017-ben emléktáblát kapott a Világ Igazainak emlékfalán a Jad Vasem kertjében.[4]
- 2019-től a Kútvölgyi Boldogasszony-kápolna előtt, a 128-as busz végállomása a Regőczi István tér nevet viseli.
- 2021-ben A Regőczi Alapítvány elindulása. Áder János, volt köztársasági elnök hozta létre azzal a céllal, hogy hosszú távú és személyre szabott gondoskodást biztosítson azoknak a gyermekeknek, akik a Covid19-pandémia idején elvesztették egyik vagy mindkét szülőjüket.

## Művei
- Ha Flandria visszahív, 1939 (flamandul is)
- Karácsonyi ágak, 1943 (flamandul is) (új kiad. Budapest, 1996)
- Az én sasfiókáim, 1948 (flamandul is)
- Sasfiókák viharban, é. n.
- Mi nem hallgathatunk, 1969 (flamandul Brugge, 1969)
- Az Isten vándora. Önéletrajz, 1972 (flamandul is)
- Isten vándora II. 1975
- A szárnyaló sasok, 1975 (Az én sasfiókáim, Sasfiókák viharban együtt; franciául Paris, 1992)
- Az Isten vándora I. Békés, 1988 (új kiadás Szent István: Budapest, 1991)
- Filioli. Evangéliumi elbeszélések. Budapest, 1997
- Keresztút. Mindszenty József bíboros hercegprímás atyánk emlékére. Szeged, 1997
- Az élet kenyere. Szentáldozás utáni hálaadás az év minden napjára. Budapest, 1998
- Pio atya kilenced. Ahogyan Isten vándora, Regőczi István atya imádkozza; Szent Gellért, Bp., 1998
- Isten vándora III. A vízimalomtól a kútvölgyi kápolnáig, 2000
- Isten vándora a szeretetről. Budapest, 2001
- Elmélkedések a Hétfájdalmú Szűzanyáról, 2001
- Isten vándora kézen fogott, 2001
- A kútvölgyi engesztelő kápolna története, 2001
- Mária, segíts szabadulni! Kilenced Fogolykiváltó Boldogasszony tiszteletére. Budapest, 2002
- Világítótorony. 250 éve a Kútvölgyi Engesztelő Kápolna Budán. Budapest, 2002
- Máriával mindennap Ádventtől Pünkösdig, 2002
- Ének a vízimalomról. Budapest, 2003
- Mindennap Máriával. Budapest, 2003
- Rabként az Oltáriszentséggel (1949-1953). Fordította: Sárköziné Márk Éva. Budapest, Krisztus és Mária Műve Alapítvány, 2021.

## Elismerései
- 1992 Vác díszpolgára
- 2002 vitézzé avatták
- 2009 Magyar Örökség díj
- 2009 A XII. kerület díszpolgára
- 2010 Parma Fidei-díj
- 2017-ben embermentő tevékenységéért a Jad Vasem a Világ Igaza címmel tüntette ki.[4]